# Hearts of Iron
Hearts of Iron (w Polsce wydana pod tytułem Europa Universalis: II wojna światowa) – komputerowa strategiczna gra czasu rzeczywistego w realiach II wojny światowej, wyprodukowana i wydana w 2002 roku przez firmę Paradox Interactive. Jej akcja toczy się w latach 1936–1948. Gracz zarządza wybranym przez siebie państwem z tego okresu, kontrolując przemysł, dyplomację, armię (nawet na szczeblu dywizji) i rozwój technologii. Większość państw jest skupiona w trzech wielkich sojuszach: aliantów, państw Osi oraz Kominternu. Zwycięża ten sojusz, który kontroluje prowincje o największej sumie punktów zwycięstwa.

## Wydanie
Gra została zakazana w Chińskiej Republice Ludowej, ponieważ przedstawia wolny Tybet, Sinciang, Mandżurię oraz Tajwan pod władzą Japonii.